# Les Nabis

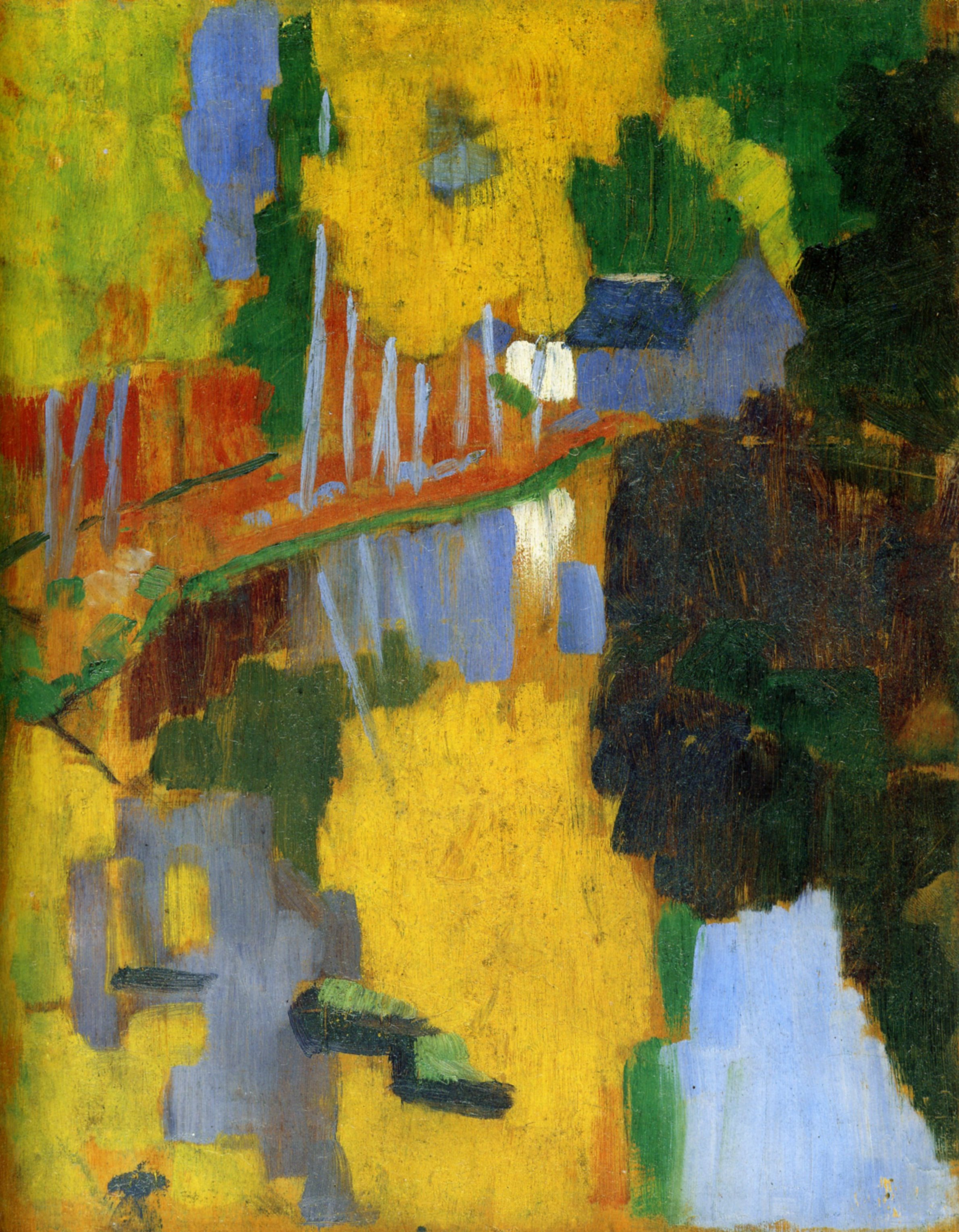
Talisman van Paul Sérusier

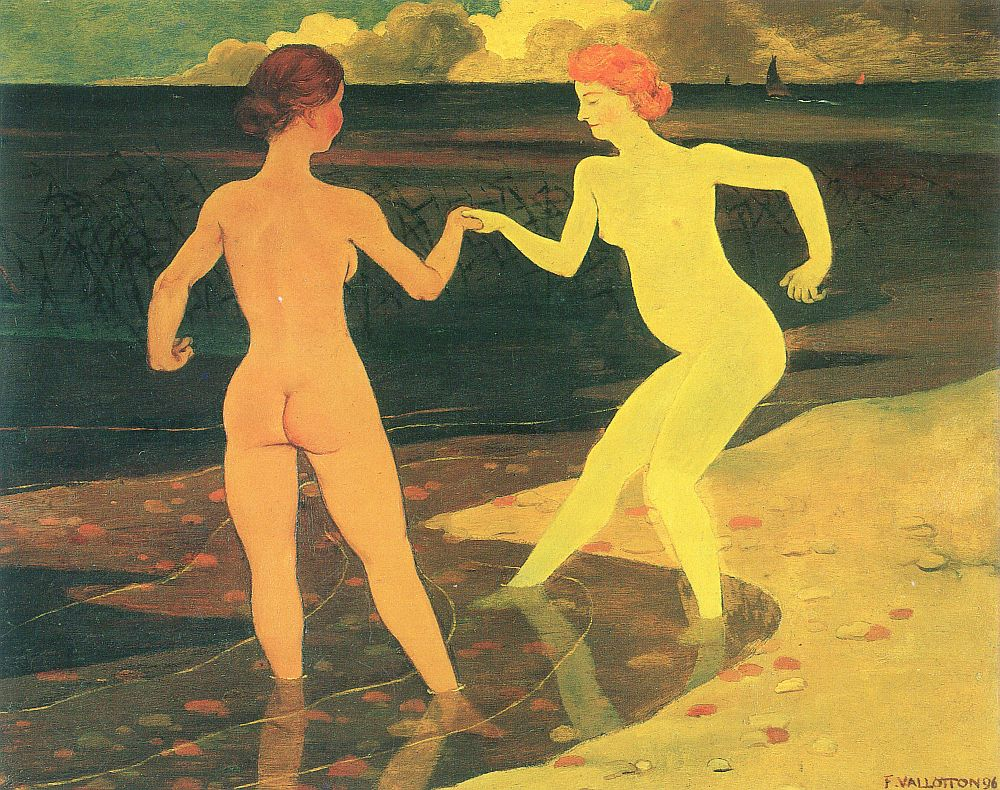
Vrouw met dienstmeid bij het baden van Félix Vallotton

Les Nabis (de profeten) is een groep van postimpressionistische Franse kunstschilders in Parijs en Bretagne in het laatste decennium van de 19e eeuw. Naabi is een Hebreeuws / Arabisch woord dat staat voor profeet; een verwante term is het Hebreeuwse nebiim (intellectueel).

## Geschiedenis
Vooral de Franse schilder Paul Sérusier ontwikkelde ideeën in zijn contacten met Paul Gauguin in het dorp Pont-Aven in het departement Finistère in Bretagne. De werkwijze van Les Nabis werd in 1890 vastgelegd door Maurice Denis in een het blad Art et Critique van 23 en 30 augustus 1890 onder de definitie van het Neo-Traditionalisme met de quote:Onthoud dat een schilderij, voor het een krijgspaard, een vrouwelijk naakt of een zekere scène is, in essentie een plat vlak is bedekt met kleuren in een bepaalde verzamelde orde. De eerste gezamenlijke tentoonstelling van Les Nabis was in de galerie Le Barc de Boutteville.
De kern werd gevormd door Pierre Bonnard, Maurice Denis, Paul Ranson, Édouard Vuillard, Ker-Xavier Roussel en Félix Vallotton, de groep die samen met Paul Sérusier op dat moment aan de Académie Julian studeerde. Tot Les Nabis kunnen ook Henri-Gabriel Ibels, Georges Lacombe, René Piot, József Rippl-Rónai, Aristide Maillol, Charles Filiger, Mogens Ballin en Jan Verkade gerekend worden.
De Nabis-beweging was geen lang leven beschoren. Toen Gauguin in november 1890 Le Pouldu nabij Pont-Aven verliet en naar Tahiti trok, viel de groep uiteen. Alleen Paul Sérusier en Charles Filiger bleven Bretagne trouw.

## Schildersstijl
De nadruk van Les Nabis op gevoel en emotie onderscheidt hen van de impressionisten, die met name het vluchtige van het licht buitenshuis probeerden te vatten. Het decoratieve had meer belang dan het expressieve. Zij stonden voor het primaat van de kleur en de platheid van het beeld.
Ingevolge een vaak verregaande vereenvoudiging, waarbij telkens realistische beeldfragmenten weggelaten of vervangen werden, door louter individuele kleureninterpretaties, waarbij alleen nog de Idee gemanifesteerd werd, noemden critici deze stijl ook synthetisme. Nabis-kunstenaars als Maurice Denis waren ook aangetrokken door de golvende lijnen van de Franse art nouveau.
De Nabis-schilders wilden reageren tegen het vormvervagende impressionisme en tegen het systematische pointillisme uit het postimpressionisme, door het met lijnen afgebakende naast elkaar plaatsen van strikt afgewogen onvermengde kleurvlakken. Het werd hun cloisonnisme, waarvan Paul Gauguin, Émile Bernard en Paul Sérusier de onbetwiste meesters waren.
De kleurtheorie bracht Paul Sérusier tot uitdrukking in het geschilderde werk Paysage du Bois d'Amour, beter bekend als Talisman. Met een aantal van zijn vrienden ging hij de discussie aan over de kleurtheorieën.

## Leden van Les Nabis
In volgorde van leeftijd gerangschikt, met hun bijnamen:
- Meijer de Haan 1852-1895: le nabi hollandais
- Aristide Maillol 1861-1944
- József Rippl-Rónai 1861-1927: le nabi hongrois
- Charles Filiger 1863-1928
- Paul-Elie Ranson 1864-1909: le nabi plus japonard que le nabi japonard
- Hermann-Paul (Hermann-René-Georges Paul) 1864-1940
- Paul Sérusier 1864-1927: le nabi à la barbe rutilante / le bon nabi / le nabi boutou coat
- Félix Vallotton 1865-1925: le nabi étranger
- Pierre Bonnard 1867-1947: le nabi très japonard
- Ker-Xavier Roussel 1867-1944
- Henri-Gabriel Ibels 1867-1936: le nabi journaliste
- Georges Lacombe 1868-1916: le nabi sculpteur
- Édouard Vuillard 1868-1940: le nabi zouave
- Jan Verkade 1868-1946: le nabi obéliscal
- Maxime Dethomas 1869-1929
- Aurélien Lugné-Poë 1869-1940
- Maurice Denis 1870-1943: le nabi aux belles icônes
- Mogens Ballin 1871-1914: le nabi danois